# Исо Калач
Исо Калач (Калаче, код Рожаја 9. август 1938 — Херцег Нови, 1998) био је српски песник, приповедач, романсијер, драмски писац, књижевни критичар и новинар.

## Биографија
Школовао се у Рожајама, Пећи и Сарајеву. Докторирао на Филозофском факултету у Сарајеву на теми из међуратне приповетке у Босни и Херцеговини. Био је новинар дописник из више земаља. Више од тридесет година живео је у Сарајеву, да би 6. маја 1991. године, због неслагања с фундаменталистима, био прогнан из Сарајева. Након тога живео је у Херцег Новом до смрти 1998. године, где је и сахрањен. Умро је под неразјашњеним околностима након објављивања „Романа о Мухамеду” и неколико датих интервјуа у којима је говорио о исламском фундаментализму, Исламској декларацији, Алији Изетбеговићу и свом пореклу.

## Дела

### Књиге песама
- Канџанске бугарије, Свјетлост, Сарајево, 1970,
- Свети и уклети, Веселин Маслеша, Сарајево, 1982,
- Смрт за врат, Веселин Маслеша, Сарајево, 1989,

### Књиге приповедака
- Шејтанско гробље, Веселин Маслеша, Сарајево, 1978,
- Вјетрометина, Ослобођење, Сарајево, 1982,

### Романи
- Смијалиште, Свјетлост, Сарајево, 1974,
- Изгнаник, Побједа, Подгорица, 1992,
- Свијеће Стевана Немање, Вести, Ужице, 1994,
- Роман о Мухамеду, Ослобођење-Олива, Сарајево-Подгорица, 1995.

### Студије
- Прича и вријеме, Ослобођење, Сарајево, 1985,
- Трагика писања, Универзал, Тузла, 1988,
- Трагични писци, ИКТП Сарајево, Сарајево, 1990,

### Драме
- Исаче, зашто то радиш, 1970,
- Хабиб, 1974,
- Дуга травничка ноћ, 1991,